# 维也纳市政厅
维也纳市政厅(德文: Wiener Rathaus) 是位於奧地利维也纳的一座宏伟建筑，维也纳市长和市议会的驻地。 

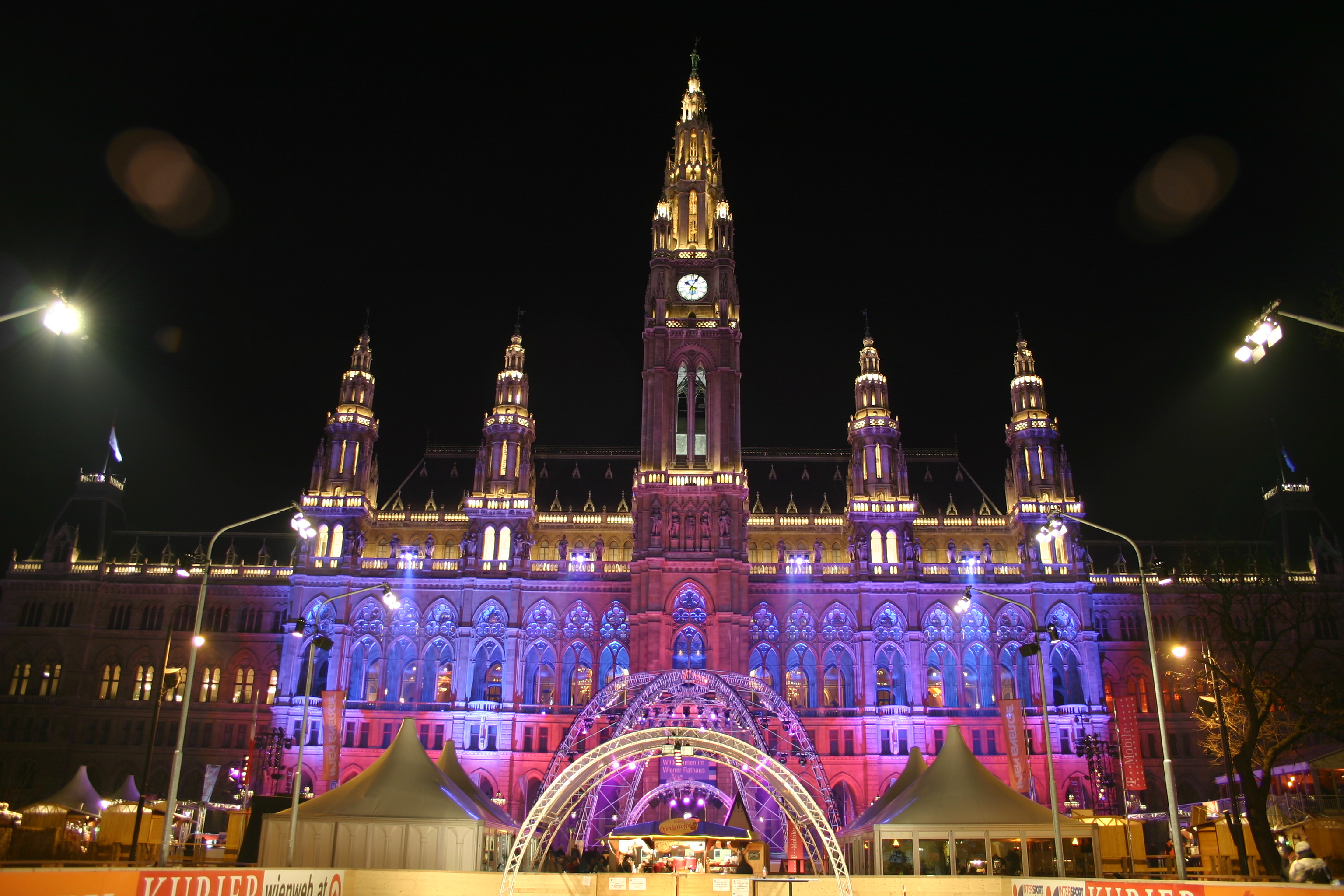
夜景

维也纳市政厅为哥特式风格，设计者是施密特，修建于1872年到1883年。塔楼顶部的市政厅铁人（Rathausmann），是维也纳的标志之一。面对市政厅是一个大型公园，名为 市政厅公园（Rathauspark）。
维也纳市政厅内设有古老的'Wiener Rathauskeller'餐厅。传统的餐厅包括好几个巴洛克大厅，提供传统的维也纳美食。2000年完成整修重新开放的新巴洛克 Salon Ziehrer 和重新设计的Lanner-Lehar Hall，壁画和天顶画由德国视觉陷阱艺术家Rainer Maria Latzke创作。